# 京都市警察部
京都市警察部（きょうとしけいさつぶ）は、京都府警察が警察法第52条に基づき京都市に設置している部門（市警察部）。同条では「指定市の区域内における道府県警察本部の事務を分掌させるため、当該指定市の区域に市警察部を置く。」と定められており、政令指定都市である京都市に設置されている。京都市などとの調整や市内の警察署と連携した治安取組を行う。京都市に京都府警察本部があり、同警察本部の警務部長が京都市警察部長を兼務しており、事務分掌も警務部警務課が兼務という形をとっていたが、2011年3月29日より専任の部長を置き、ノンキャリアのベテラン警視正が就いている。